# Liste der Kulturdenkmäler in Siebenbach
In der Liste der Kulturdenkmäler in Siebenbach sind alle Kulturdenkmäler der rheinland-pfälzischen Ortsgemeinde Siebenbach aufgeführt. Grundlage ist die Denkmalliste des Landes Rheinland-Pfalz (Stand: 27. Oktober 2023).

## Einzeldenkmäler
| Bezeichnung                            | Lage                                  | Baujahr | Beschreibung                               | Bild                           |
| -------------------------------------- | ------------------------------------- | ------- | ------------------------------------------ | ------------------------------ |
| Brunnen                                | Brückenstraße, neben der Kapelle Lage | 1860    | Basaltbrunnen, bezeichnet 1860             | BW                             |
| Kapelle der Jungfrau Maria und Barbara | Kirchstraße Lage                      | 1912    | neubarocker Saalbau, Krüppelwalmdach, 1912 | weitere Bilder Fotos hochladen |